# Коршиков, Нестор Григорьевич
Коршиков Нестор Григорьевич (1820 — после 1887) — русский кораблестроитель XIX века, строитель парусно-винтовых и первых броненосных кораблей Российского императорского флота, инспектор кораблестроительных работ Николаевского порта, генерал-майор Корпуса корабельных инженеров.

## Биография
Нестор Григорьевич Коршиков родился в 1820 году.
С 1847 года участвовал в строительстве кораблей. В 1847—1848 годах принимал, построенные в Англии пароходофрегат «Владимир» и паровые корабли «Тамань» и «Эльбрус». Построил в Николаевском адмиралтействе пароход «Прут» и другие корабли.
14 августа 1854 года в Николаевском адмиралтействе корабельный инженер подпоручик Н. Г. Коршиков заложил винтовой корвет «Воин», который был достроен поручиком Александровым и спущен на воду в 1857 году.
В 1856 году заложил в Новом Адмиралтействе Санкт-Петербурга 17-пушечный винтовой корвет «Богатырь» (спущен на воду в 1860 году).
В 1857 году находился во Франции наблюдал за постройкой на верфи «Колл и К°» (Бордо) корвета «Баян» и винтового фрегата «Светлана».
В 1860 году был назначен наблюдающим за изготовлением рангоута на корабельных верфях Санкт-Петербурга и Кронштадта. Штабс-капитан Коршиков изучал искусство строительства мачт в Англии, заведовал мачтовым мастерством в Николаеве. Его перевод книги англичанина Фиянчама «Описание делания рангоута» был отпечатан за счёт казны и роздан по всем портам.
В 1863 году капитан Н. Г. Коршиков наблюдал за постройкой на заводе Карра и Макферсона в Санкт-Петербурге броненосных лодок — «Латник» и «Броненосец». 
В 1866 году капитан Коршиков был назначен наблюдающим за постройкой броненосного фрегата «Адмирал Лазарев» . В 1867 году Н. Г. Коршиков заменил кораблестроителя X. В. Прохорова и возглавил руководство строительством броненосного фрегата «Адмирал Грейг» в Новым Адмиралтейством.
В 1882 году произведён в генерал-майоры Корпуса корабельных инженеров, исполнял должность инспектора кораблестроительных работ Николаевского порта.
В 1887 году принимал участие в конкурсе проектов на строительство барбетного броненосца «Двенадцать апостолов».
В 1868 году опубликовал труд «Описание дубового леса, употребляемого в судостроении», неоднократно выступал со статьями в журнале «Морской сборник»: Спуск фрегата «Светлана» (1858); Способ заделки дыр подводной части корабля (1858); Правила Ллойда для постройки и классификации английских и иностранных парусных и паровых железных судов (1884) и др.